# Macklemore & Ryan Lewis
Macklemore & Ryan Lewis là một bộ đôi hip hop Hoa Kỳ, thành lập vào năm 2009, từ Seattle, Washington. Bộ đôi được thành lập bởi Ben Haggerty, một rapper hay được gọi là Macklemore, và Ryan Lewis, một nhà sản xuất thu âm, DJ, và nhiếp ảnh gia chuyên nghiệp.
Vào ngày 15 tháng 6 năm 2017, Macklemore đã thông báo rằng bộ đôi đang bị gián đoạn.

## Đĩa nhạc
- The Heist (2012)
- This Unruly Mess I've Made (2016)

## Tour
- The Heist Tour (2012–13)[4]
- The Fall Tour (2013–14)[5]
- This Unruly Mess I've Made Tour (2016)

## Giải thưởng và đề cử

### Giải thưởng Âm nhạc Mỹ
| Năm  | Đề cử / Tác phẩm        | Giải thưởng                      | Kết quả   |
| ---- | ----------------------- | -------------------------------- | --------- |
| 2013 | Macklemore & Ryan Lewis | Artist of the Year               | Đề cử     |
| 2013 | Macklemore & Ryan Lewis | New Artist of the Year           | Đề cử     |
| 2013 | Macklemore & Ryan Lewis | Favorite Pop/Rock Band/Duo/Group | Đề cử     |
| 2013 | Macklemore & Ryan Lewis | Favorite Rap/Hip-Hop Artist      | Đoạt giải |
| 2013 | The Heist               | Favorite Rap/Hip-Hop Album       | Đoạt giải |
| 2013 | "Thrift Shop"           | Single of the Year               | Đề cử     |

### Giải AIM
| Năm  | Đề cử / Tác phẩm        | Giải thưởng                                   | Kết quả   |
| ---- | ----------------------- | --------------------------------------------- | --------- |
| 2013 | Macklemore & Ryan Lewis | Independent breakthrough of the year          | Đoạt giải |
| 2013 | Macklemore & Ryan Lewis | PPL award for most played new independent act | Đoạt giải |
| 2013 | "Thrift Shop"           | Independent video of the year                 | Đề cử     |

### Giải thưởng Âm nhạc ARIA
| Năm  | Đề cử / Tác phẩm        | Giải thưởng               | Kết quả |
| ---- | ----------------------- | ------------------------- | ------- |
| 2013 | Macklemore & Ryan Lewis | Best International Artist | Đề cử   |

### Giải BET
| Năm  | Đề cử / Tác phẩm        | Giải thưởng       | Kết quả   |
| ---- | ----------------------- | ----------------- | --------- |
| 2013 | "Thrift Shop"           | Video of the Year | Đề cử     |
| 2013 | Macklemore & Ryan Lewis | Best Group        | Đoạt giải |
| 2014 | Macklemore & Ryan Lewis | Best Group        | Đề cử     |

### Giải BET Hip Hop
| Năm  | Đề cử / Tác phẩm | Giải thưởng          | Kết quả |
| ---- | ---------------- | -------------------- | ------- |
| 2013 | "Same Love"      | Impact Track         | Đề cử   |
| 2013 | "Can't Hold Us"  | People's Champ Award | Đề cử   |

### Giải thưởng âm nhạc Billboard
| Năm  | Đề cử / Tác phẩm        | Giải thưởng                | Kết quả   |
| ---- | ----------------------- | -------------------------- | --------- |
| 2013 | The Heist               | Rap Album of the Year      | Đề cử     |
| 2013 | "Thrift Shop"           | Rap Song of the Year       | Đoạt giải |
| 2013 | "Thrift Shop"           | Top Digital Song           | Đề cử     |
| 2014 | Macklemore & Ryan Lewis | Top Duo/Group              | Đề cử     |
| 2014 | Macklemore & Ryan Lewis | Top Digital Songs Artist   | Đề cử     |
| 2014 | Macklemore & Ryan Lewis | Top Streaming Artist       | Đề cử     |
| 2014 | Macklemore & Ryan Lewis | Top Rap Artist             | Đề cử     |
| 2014 | "Thrift Shop"           | Top Streaming Song (Video) | Đề cử     |
| 2014 | "Thrift Shop"           | Top Rap Song               | Đề cử     |
| 2014 | "Can't Hold Us"         | Top Streaming Song (Audio) | Đề cử     |
| 2014 | "Can't Hold Us"         | Top Rap Song               | Đoạt giải |
| 2014 | The Heist               | Top Rap Album              | Đề cử     |

### Giải Brit
| Năm  | Đề cử / Tác phẩm        | Giải thưởng         | Kết quả |
| ---- | ----------------------- | ------------------- | ------- |
| 2014 | Macklemore & Ryan Lewis | International Group | Đề cử   |

### Giải Grammy
| Năm  | Đề cử / Tác phẩm        | Giải thưởng          | Kết quả   |
| ---- | ----------------------- | -------------------- | --------- |
| 2014 | "Same Love"             | Song of the Year     | Đề cử     |
| 2014 | The Heist               | Album of the Year    | Đề cử     |
| 2014 | The Heist               | Best Rap Album       | Đoạt giải |
| 2014 | Macklemore & Ryan Lewis | Best New Artist      | Đoạt giải |
| 2014 | "Thrift Shop"           | Best Rap Performance | Đoạt giải |
| 2014 | "Thrift Shop"           | Best Rap Song        | Đoạt giải |
| 2014 | "Can't Hold Us"         | Best Music Video     | Đề cử     |

### Giải thưởng Âm nhạc iHeartRadio
| Năm  | Đề cử / Tác phẩm        | Giải thưởng        | Kết quả |
| ---- | ----------------------- | ------------------ | ------- |
| 2014 | Macklemore & Ryan Lewis | Artist of the Year | Đề cử   |
| 2014 | Macklemore & Ryan Lewis | Best New Artist    | Đề cử   |
| 2014 | Macklemore & Ryan Lewis | Best Lyrics        | Đề cử   |

### Giải thưởng Âm nhạc LOS40
| Năm  | Đề cử / Tác phẩm        | Giải thưởng                | Kết quả   |
| ---- | ----------------------- | -------------------------- | --------- |
| 2013 | Macklemore & Ryan Lewis | Best International New Act | Đoạt giải |
| 2013 | "Can't Hold Us"         | Best International Video   | Đề cử     |

### Giải MTV
Dưới đây là các giải thưởng và đề cử cho Giải MTV của Macklemore & Ryan Lewis.

#### Giải Âm nhạc châu Âu của MTV
| Năm  | Đề cử / Tác phẩm        | Giải thưởng                  | Kết quả   |
| ---- | ----------------------- | ---------------------------- | --------- |
| 2013 | "Thrift Shop"           | Best Song                    | Đề cử     |
| 2013 | Macklemore & Ryan Lewis | Best New Artist              | Đoạt giải |
| 2013 | Macklemore & Ryan Lewis | Best Hip-Hop Artist          | Đề cử     |
| 2013 | Macklemore & Ryan Lewis | Best World Stage Performance | Đề cử     |
| 2013 | Macklemore & Ryan Lewis | Best US Act                  | Đề cử     |
| 2015 | Macklemore & Ryan Lewis | Best Look                    | Đề cử     |
| 2015 | "Downtown"              | Best Video                   | Đoạt giải |

#### Giải Video âm nhạc của MTV
| Năm  | Đề cử / Tác phẩm | Giải thưởng                      | Kết quả   |
| ---- | ---------------- | -------------------------------- | --------- |
| 2013 | "Thrift Shop"    | Video of the Year                | Đề cử     |
| 2013 | "Can't Hold Us"  | Best Hip-Hop Video               | Đoạt giải |
| 2013 | "Can't Hold Us"  | Best Cinematography              | Đoạt giải |
| 2013 | "Can't Hold Us"  | Best Direction                   | Đề cử     |
| 2013 | "Can't Hold Us"  | Best Editing                     | Đề cử     |
| 2013 | "Same Love"      | Best Video with a Social Message | Đoạt giải |

#### Giải Video âm nhạc Nhật Bản của MTV
| Năm  | Đề cử / Tác phẩm | Giải thưởng        | Kết quả |
| ---- | ---------------- | ------------------ | ------- |
| 2014 | Same Love        | Best Hip-Hop Video | Đề cử   |

#### MTVU
| Năm  | Đề cử / Tác phẩm        | Giải thưởng          | Kết quả   |
| ---- | ----------------------- | -------------------- | --------- |
| 2013 | Macklemore & Ryan Lewis | Branching Out Woodie | Đoạt giải |

### iHeartRadio MMVAs
| Năm  | Đề cử / Tác phẩm        | Giải thưởng                                   | Kết quả   |
| ---- | ----------------------- | --------------------------------------------- | --------- |
| 2013 | "Thrift Shop"           | International Video of the Year - Group       | Đoạt giải |
| 2014 | "White Walls"           | International Video of the Year - Group       | Đề cử     |
| 2016 | Macklemore & Ryan Lewis | Most Buzzworthy International Artist or Group | Đề cử     |
| 2016 | Macklemore & Ryan Lewis | iHeartRadio International Artist or Group     | Đoạt giải |
| 2016 | Macklemore & Ryan Lewis | Fan Fav International Artist or Group         | Đề cử     |

### Nickelodeon Kids' Choice Awards
| Năm  | Đề cử / Tác phẩm        | Giải thưởng            | Kết quả |
| ---- | ----------------------- | ---------------------- | ------- |
| 2014 | Macklemore & Ryan Lewis | Favorite Music Group   | Đề cử   |
| 2016 | "Downtown"              | Favorite Collaboration | Đề cử   |

### Giải Âm nhạc NRJ
| Năm  | Đề cử / Tác phẩm        | Giải thưởng                            | Kết quả |
| ---- | ----------------------- | -------------------------------------- | ------- |
| 2014 | Macklemore & Ryan Lewis | International Duo/Group of the Year    | Đề cử   |
| 2014 | Macklemore & Ryan Lewis | International Breakthrough of the Year | Đề cử   |

### Giải Âm nhạc O
| Năm  | Đề cử / Tác phẩm        | Giải thưởng          | Kết quả |
| ---- | ----------------------- | -------------------- | ------- |
| 2013 | Macklemore & Ryan Lewis | Best Web-Born Artist | Đề cử   |

### People's Choice Awards
| Năm  | Đề cử / Tác phẩm        | Giải thưởng             | Kết quả   |
| ---- | ----------------------- | ----------------------- | --------- |
| 2014 | Macklemore & Ryan Lewis | Favorite Hip Hop Artist | Đoạt giải |

### Teen Choice Awards
| Năm  | Đề cử / Tác phẩm        | Giải thưởng                      | Kết quả   |
| ---- | ----------------------- | -------------------------------- | --------- |
| 2013 | Macklemore & Ryan Lewis | Choice Music: Hip-Hop/Rap Artist | Đoạt giải |
| 2013 | Macklemore & Ryan Lewis | Choice Music: Breakout Group     | Đề cử     |
| 2013 | Macklemore & Ryan Lewis | Choice Summer Music Star: Group  | Đề cử     |
| 2013 | "Can't Hold Us"         | Choice Music: R&B/Hip-Hop Track  | Đoạt giải |
| 2013 | "Thrift Shop"           | Choice Music: Single By A Group  | Đề cử     |